# 니시테쓰 버스 구루메

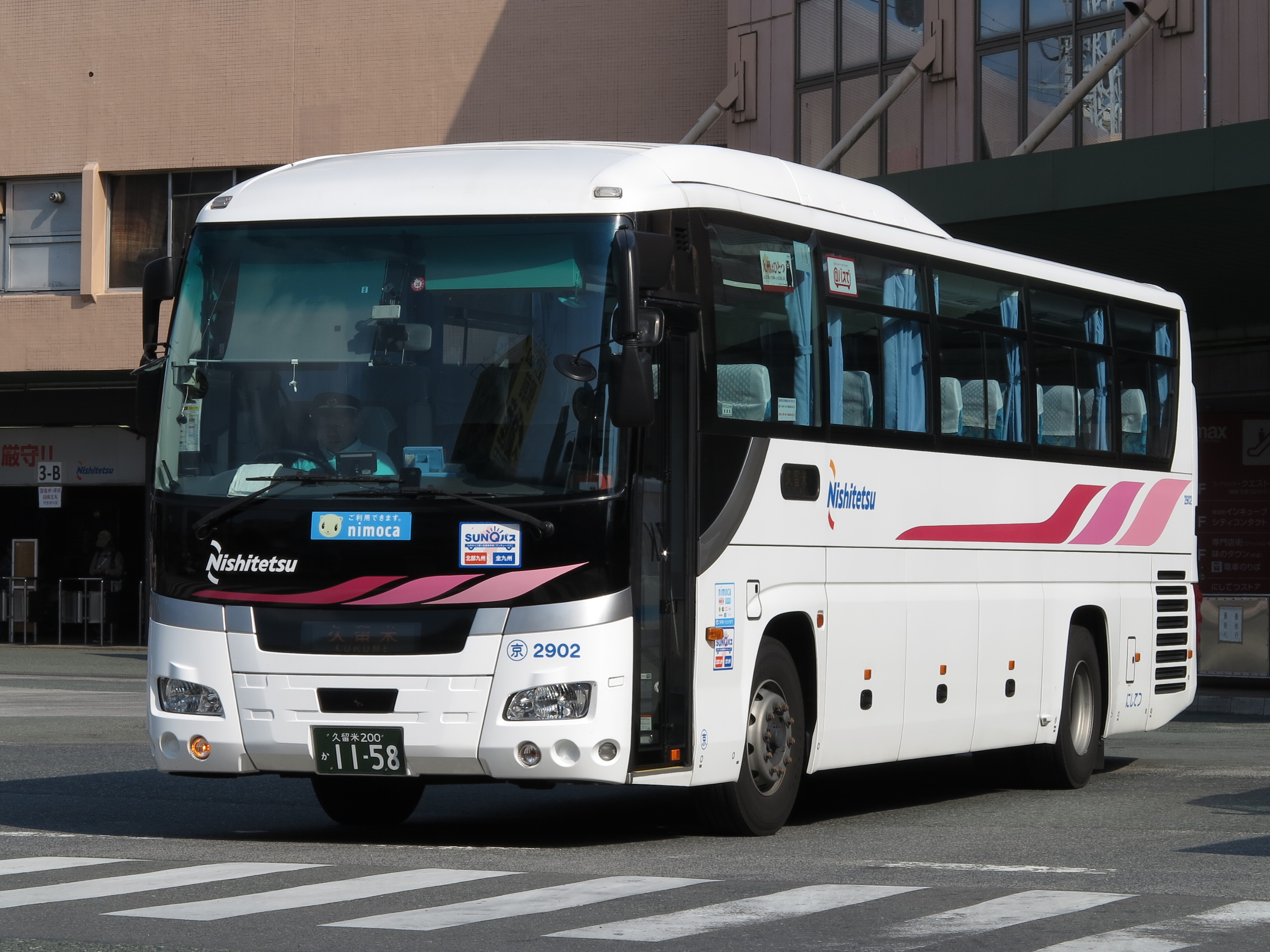
니시테쓰 버스 구루메 교마치 지사 소속 고속버스

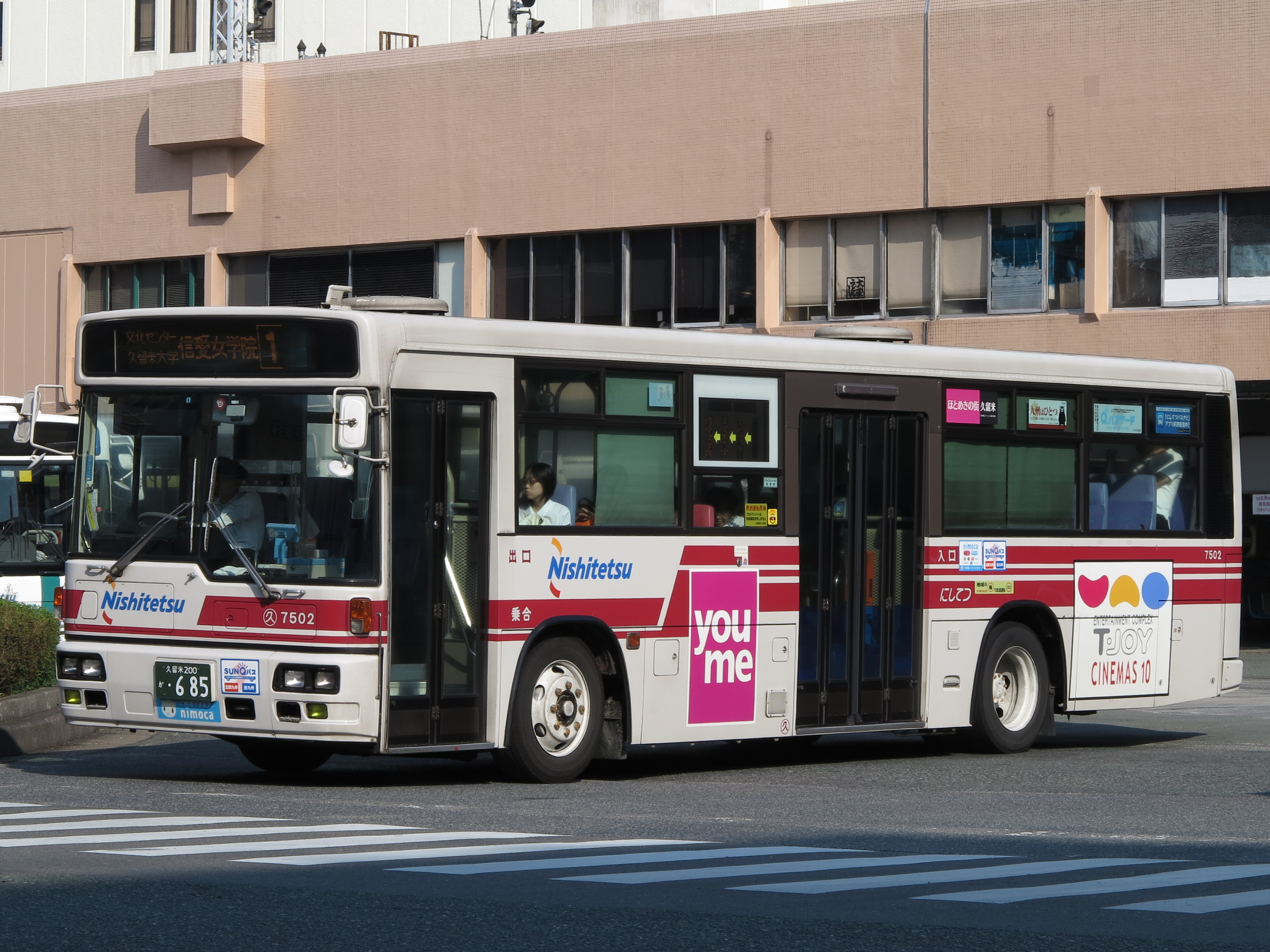
니시테쓰 버스 구루메 미이마치 지사 소속 노선 버스 (대형 차량)

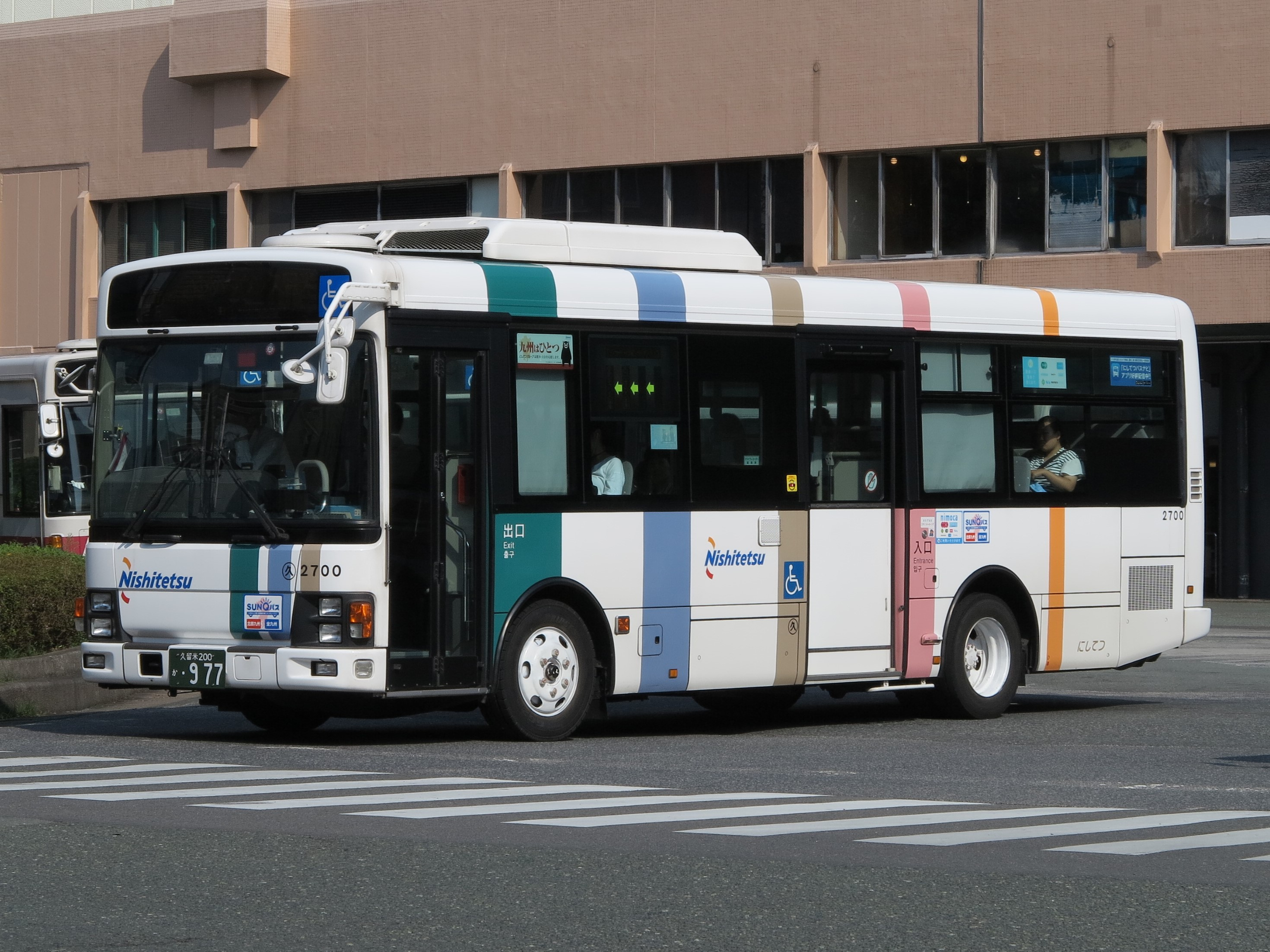
니시테쓰 버스 구루메 미이마치 지사 소속 노선버스 (중형 차량)

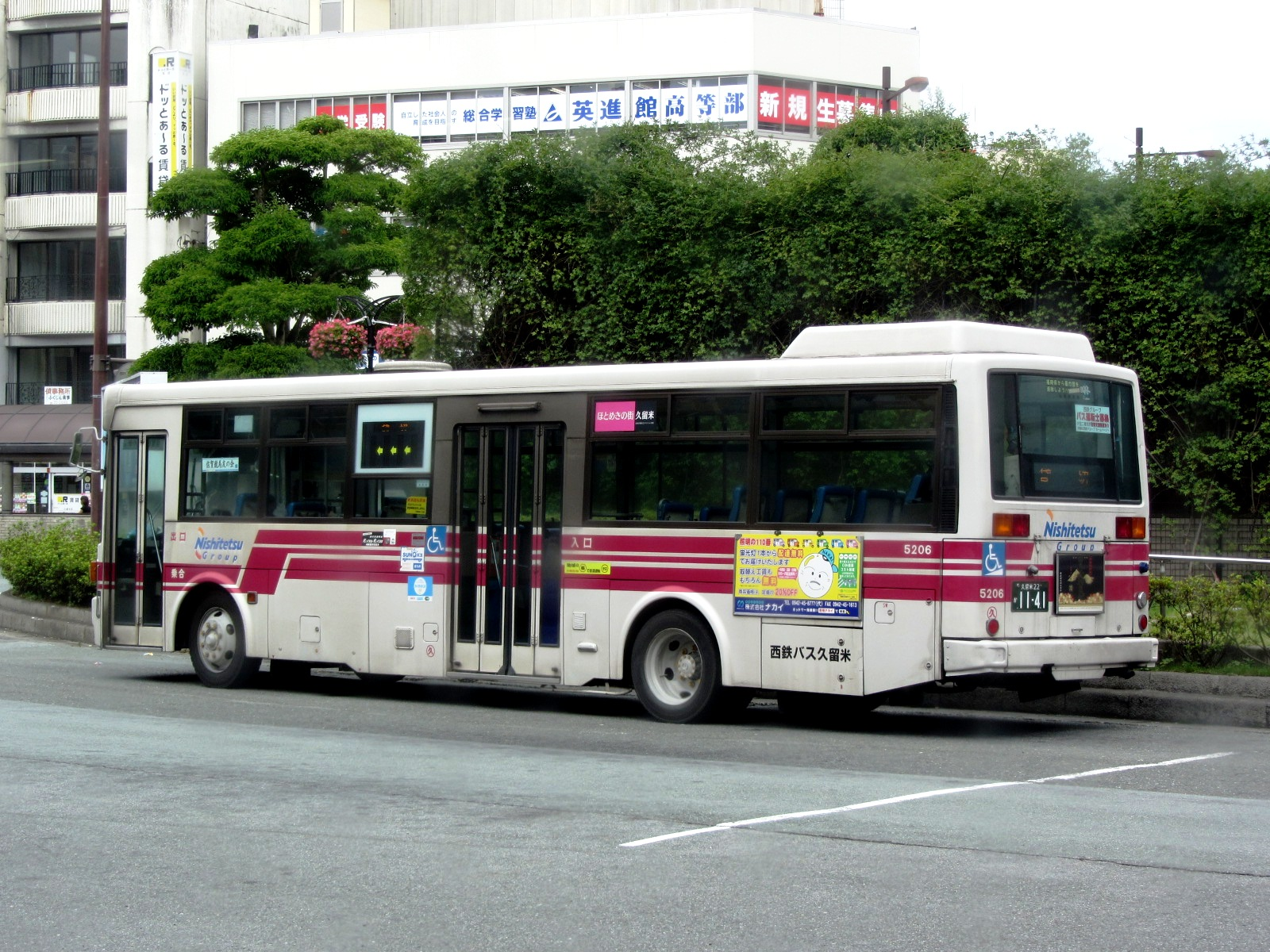
자사에서 직접 도입한 중형급 롱바디 차량 (현재는 폐차된 상태)

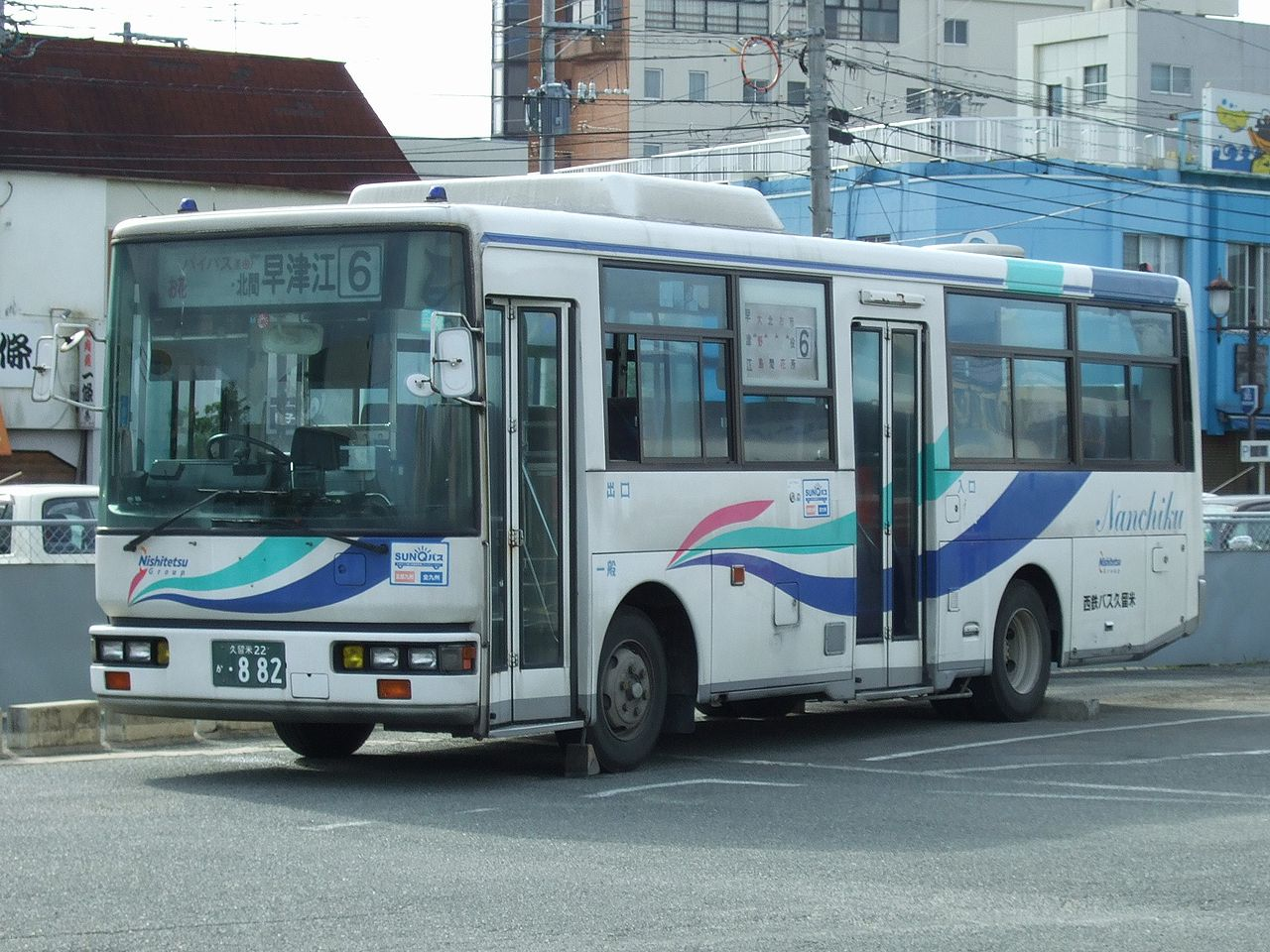
옛 난치쿠 교통 소속 오리지널 도색을 가진 버스 (현재 전 차량이 모두 폐차됨)

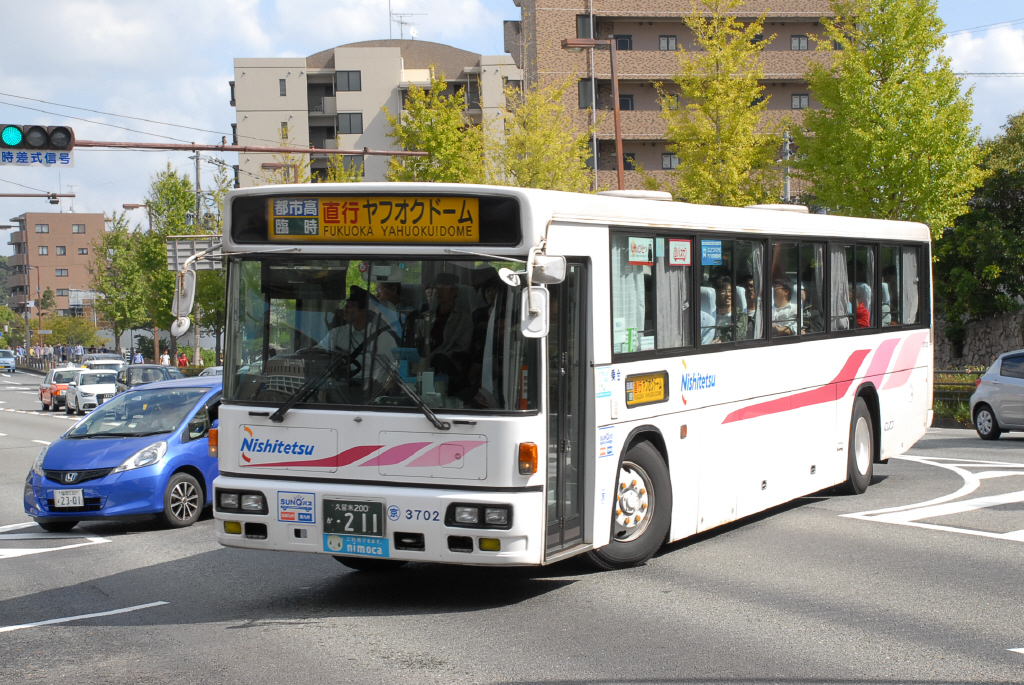
돔에 임시로 주박하고 있는 모습.

니시테쓰 버스 구루메(일본어: 西鉄バス久留米 にしてつバスくるめ[*])는 서일본 철도의 자회사로, 구루메시와 야나가와시를 중심으로 시내버스 및 관광버스를 중심으로 운행하고 있는 버스 운송 사업자이다. 다만, 우편을 목적으로 취급하고 있는 차량을 보유하고 있으며, 구루메시의 시내에서도 우편 수송 역시 전담되어 있지만, 서일본 철도가 100% 출자되어 있다.

## 영업소 및 소재지
- 니시테쓰 버스 구루메의 주요 버스 노선들은 니시테쓰 본체로부터의 관리 및 위탁에 의한 것을 중심축으로 삼고 있다. 다만, 구루메시의 시외 지역의 노선에 관한 노선 및 차량을 전부 이관된 형태로 조치하였다.

※ 단,【】안의 표기는 영업소로 표기하며, 실질적으로 볼 때 ○ 안에 들어가게 될 표기 체계는 한자 1문자 혹은 2문자로 표기하며, 전부 후쿠오카현을 관할한다.

### 본사
- 소재지 : 후쿠오카현 구루메시 히가시마치 40-13 뉴후타마타 제1빌딩 7층
- 인근의 버스 정류장 : 니시테쓰 구루메

### 미이마치 지사
- 소재지 : 후쿠오카현 구루메시 미이마치 2291-1
- 인근의 버스 정류장 : 신아이 학원 (옛 구루메 영업소 -> 신아이 여학원)
- 영업소 표기 : 【○久】/【○御】

### 교마치 지사
- 소재지 : 후쿠오카현 구루메시 시모지마마치 1-4
- 인근의 버스 정류장 : 나와테마치
- 영업소 표기 : 【○京】

### 요시이 지사
- 소재지 : 후쿠오카현 우키하시 요시이마치 이타바시 33
- 인근의 버스 정류장 : 니시테쓰 요시이마치 영업소

### 야메 지사
- 소재지 : 후쿠오카현 야메시 바바 345-2
- 인근의 버스 정류장 : 니시테쓰 야메 영업소

### 지쿠고 차고지
- 소재지 : 후쿠오카현 지쿠고시 오시마 191
- 인근의 버스 정류장 : 지쿠고후나고야

### 오카와 지사
- 소재지 : 후쿠오카현 오카와시 무카이지마 2136-1
- 인근의 버스 정류장 : 오카와바시

## 운행하고 있는 지자체
상기 지자체는 일반 노선버스를 기준으로 하여 운행되고 있는 지역으로만 기재한다.
- 후쿠오카현 : 구루메시, 우키하시, 아사쿠라시, 아사쿠라군 도호촌, 미이군 다치아라이정, 야메시, 야메군 히로카와정, 지쿠고시, 야나가와시, 오카와시, 미즈마군 오키정
- 사가현 : 사가시, 도스시, 간자키시, 미야키군 미야키정, 미야키군 가미미네정, 간자키군 요시노가리정
- 오이타현 : 히타시

## 주요 터미널
- 니시테쓰 구루메 버스 센터(일본어판)
- 구루메역
- 니시테쓰야나가와역
- 하이누즈카역
- 사가 역 버스 센터(일본어판)